# A Very Potter Musical
A Very Potter Musical (ursprünglich Harry Potter: The Musical, abgekürzt AVPM) ist ein Musical mit Musik und Text von Darren Criss und A.J. Holmes sowie Buch von Matt Lang, Nick Lang und Brian Holden. Es ist das erste Musical der Theatergruppe StarKid Productions (Team StarKid) und wurde 2009 in Ann Arbor, Michigan uraufgeführt. Die Komödie ist eine Parodie der Harry-Potter-Romane von J.K. Rowling und der gleichnamigen Filme (besonders Harry Potter und der Stein der Weisen, Harry Potter und der Feuerkelch und Harry Potter und die Heiligtümer des Todes). Es bildet den Auftakt der A-Very-Potter-Trilogie, gefolgt von A Very Potter Sequel (2010) und A Very Potter Senior Year (2012).

## Inhalt
Das Musical erzählt die Geschichte von Harry Potters Rückkehr zur Hogwarts-Schule für Hexerei und Zauberei, seiner Teilnahme am Turnier um den Hauspokal, den Hürden des Erwachsenwerdens, der Rückkehr des dunklen Zauberers Lord Voldemort und des Versuchs Harrys und seiner Freunde, dessen Horkruxe zu zerstören.

## Handlung

### Akt 1
Harry Potter, der legendäre „Junge, der überlebte“, beginnt sein zweites Jahr an der Hogwarts-Schule für Hexerei und Zauberei, zusammen mit seinen besten Freunden Ron Weasley und Hermine Granger („Goin‘ Back to Hogwarts“). Der Schulleiter Albus Dumbledore heißt alle herzlich willkommen, überspringt die Auswahlzeremonie und kündigt das Turnier um den Hauspokal an, in welchem ein Champion aus jedem der vier Häuser (Gryffindor, Ravenclaw, Hufflepuff und Slytherin) um den Pokal kämpfen muss.
Die Namen der Teilnehmer werden vom Zaubertranklehrer Severus Snape aus einem magischen Kelch gezogen. Die vier Champions sind Harry Potter für Gryffindor, seine Angebetete Cho Chang für Ravenclaw, deren Freund Cedric Diggory für Hufflepuff sowie Harrys ärgster Rivale Draco Malfoy für Slytherin. Nachdem Hermine ihre Bedenken über Harrys Teilnahme geäußert hat, versuchen Draco und seine Freunde, diesen einzuschüchtern. Draco erzählt Harry von einer Zaubererschule auf dem Mars mit dem Namen „Pigfarts“, auf welche er im nächsten Jahr versetzt wird.
Währenddessen plant der Lehrer für Verteidigung gegen die Dunklen Künste Quirinus Quirrell die Auferstehung von Harrys Erzfeind Lord Voldemort, welcher seit seiner Niederlage, als er den jungen Harry umbringen wollte, aus Quirrells Hinterkopf ragt („Different As Can Be“).
Harry überredet Hermine, all seine Hausaufgaben zu machen, während er in der Zwischenzeit ein Liebeslied für Cho Chang schreibt. Er singt es Ginny vor, ohne zu merken, dass sie Herz über Kopf in ihn verliebt ist („Ginny‘s Song“). Harry, Ron und Hermine schleichen sich mit Harrys Unsichtbarkeitsumhang nach draußen, um herauszufinden, was die erste Aufgabe des Turniers sein wird, und lassen Ginny allein zurück, die über ihre unerwiderte Liebe klagt („Harry“). Die drei Freunde entdecken, dass Drachen in die erste Turnierrunde involviert sind. Sie werden außerdem ungewollt Zeuge einer Konversation Dracos, in welcher er seine Verliebtheit in Hermine andeutet.
Voldemort und Quirell kommen betrunken aus einem Pub nach Hogwarts zurück und unterhalten sich über die Vergangenheit und die Tatsache, dass sie Freunde geworden sind („Different As Can Be (Reprise)“).
Als Harry unvorbereitet in der ersten Runde des Hauspokalturniers einen Ungarischen Hornschwanz besiegen muss, holt er seine Gitarre zu Hilfe. Er singt den Drachen in den Schlaf und qualifiziert sich somit für die zweite Runde („The Dragon Song“).
Der alljährliche Weihnachtsball in Hogwarts rückt näher und Harry weist (unbewusst) die gekränkte Ginny ab, um selbst Cho Chang einzuladen. Er singt ihr sein Liebeslied vor, wird jedoch abgewiesen, da sie bereits mit Cedric Diggory verabredet ist („Cho‘s Song“). Am Abend des Weihnachtsballs erscheint die sonst unattraktive Hermine nach einem Makeover wunderschön in der Halle, wo Ron und Draco plötzlich beide ihre Gefühle für sie bemerken („Granger Danger“). Nach einigen Zwischenfällen streiten sich Harry und Cedric um die Hand Chos, was dazu führt, dass beide gleichzeitig die von Quirrell verzauberte Punschkelle berühren und auf einen mysteriösen Friedhof transportiert werden.
Auf jenem Friedhof wird Cedric von Quirrell ermordet und Harry gefangen genommen. Snape erscheint und benutzt Harrys Blut sowie seine eigene Hand, um Voldemort und Quirrell in einem Zaubertrank voneinander zu trennen. Nachdem dies gelungen ist, feiert Voldemort mit seinen Todessern ausgelassen seine wiedergefundene Stärke („To Dance Again“). Die Todesserin Bellatrix Lestrange begrüßt ihren ehemaligen Liebhaber Voldemort und gibt preis, dass Quirrell nur als Sündenbock benutzt wurde, um Harry zu töten. Quirrell wird, zerbrochen durch Voldemorts Verrat, nach Askaban gebracht und Harry kann im letzten Moment mit der verwunschenen Kelle nach Hogwarts zurückkehren, wo er schockiert von Voldemorts Wiedergeburt berichtet.

### Akt 2
Das Zaubereiministerium glaubt, trotz Beweisen, nicht an die Rückkehr des dunklen Zauberers. Währenddessen stößt der gestresste Harry mit seiner Art seine besten Freunde von sich. Außerdem erklärt er Ginny, er könne nicht mit ihr zusammen sein, solange Voldemort ihn und seine Freunde bedroht. Nachdem diese weinend weggeht, ruft der verkleidete Dumbledore Harry in sein Büro zu einer Notfallbesprechung.
Snape offenbart sich als Todesser und trifft sich mit Voldemort, welcher aufgrund der Trennung von Quirrell nun an einer Depression leidet. Snape stellt dem Dunklen Lord Draco Malfoy vor, welcher ihm gegen Bezahlung einen Weg nach Hogwarts verrät („Pigfarts“).
Dumbledore erzählt Harry, Ron und Hermine von Voldemorts Horkruxen, und dass er fünf von Sechsen bereits zerstört hat. Die Freunde müssen den letzten in Hogwarts finden. In diesem Moment stürmen die Todesser die Schule und Snape tötet Dumbledore.
Voldemort hat das Ministerium übernommen, ist jedoch immer noch wegen des Verlustes Quirrells niedergeschlagen. Er, Quirrell und Harry klagen parallel über die Menschen, die sie verloren haben („Missing You“). Voldemort macht sich auf den Weg nach Hogwarts.
Ginny versucht, Harry zu überzeugen, dass er die Macht hat, sie alle zu retten und im Kampf nicht allein sein wird („Not Alone“). Mit Malfoys Hilfe gelangen Harry und Ron in Dumbledores Büro, um dort nach dem verbliebenen Horkrux zu suchen, während Ginny und Hermine den Orden des Phönix um Hilfe bitten. Bevor sie sich trennen, entschuldigt sich Ron bei Hermine für sein Verhalten und die beiden küssen sich zum Abschied.
Harry, Ron und Draco finden heraus, dass es sich bei dem letzten Horkrux um Dumbledores Zac-Efron-Poster handelt. Nach anfänglichem Zögern wird es von Ron zerstört. Eine Gruppe von Todessern, geführt von Bellatrix Lestrange, stürmt das Büro, mit Ginny und Hermine als Geiseln. Snape enthüllt sich als Spion Dumbledores und versucht, die Schüler zu retten, wird aber von Bellatrix getötet. In diesem Moment erscheint Rons und Ginnys Mutter Molly Weasley und vernichtet Bellatrix. Im Sterben offenbart Snape Harry, dass dieser Voldemorts siebter Horkrux ist.
Voldemort erscheint in Hogwarts und verlangt Harry. Dieser realisiert, dass er, damit der Dunkle Lord sterben kann, selbst sterben muss. Er liefert sich ihm aus und wird ermordet. In einer Welt zwischen Leben und Tod trifft Harry auf Dumbledore, welcher ihm erklärt, dass Voldemort nun seinen letzten Horkrux selbst zerstört hat. Er führt Harry zur Welt der Lebenden zurück, bevor er mit Rumbleroar, dem Schulleiter von Pigfarts, davonreitet.
Ron, Hermine und die restlichen Schüler versammeln sich und Ron versucht, alle zu überzeugen, weiterzukämpfen („Voldemort is Goin‘ Down“). Harry erscheint wieder lebend und duelliert sich ein letztes Mal mit Voldemort. Dieser wird letztendlich von seinem eigenen Todesfluch umgebracht. Nach dessen Tod feiern alle und Harry wird, gemäß Dumbledores Willen, der neue Schulleiter von Hogwarts.
In Askaban hört Quirrell von Voldemorts Niederlage und ist am Boden zerstört. Jedoch kommt der letzte kleine Teil von Voldemorts Seele ihn in Askaban besuchen und die beiden sind endlich wieder zusammen („Not Alone (Reprise)/Goin‘ Back to Hogwarts (Reprise)“).

## Besetzung
| Rolle                            | Aufführung 2009  |
| -------------------------------- | ---------------- |
| Harry Potter                     | Darren Criss     |
| Ron Weasley                      | Joey Richter     |
| Hermine Granger                  | Bonnie Gruesen   |
| Ginny Weasley                    | Jaime Lyn Beatty |
| Draco Malfoy                     | Lauren Lopez     |
| Lord Voldemort                   | Joe Walker       |
| Albus Dumbledore                 | Dylan Saunders   |
| Quirinus Quirrell                | Brian Rosenthal  |
| Severus Snape                    | Joe Moses        |
| Bellatrix Lestrange              | Britney Coleman  |
| Cedric Diggory / Cornelius Fudge | Tyler Brunsman   |
| Cho Chang                        | Devin Lytle      |
| Neville Longbottom               | Richard Campbell |
| Vincent Crabbe                   | Julia Albain     |
| Gregory Goyle                    | Jim Povolo       |
| Lavender Brown                   | Sango Tajima     |
| Pansy Parkinson / Molly Weasley  | Lily Marks       |

## Songs
Akt 1
- „Goin‘ Back to Hogwarts“ – Hogwartsschüler und Dumbledore
- „Different As Can Be“ – Voldemort und Quirrell
- „Ginny‘s Song“ – Harry
- „Harry“ – Ginny
- „Different As Can Be (Reprise)“ – Voldemort und Quirrell
- „The Dragon Song“ – Harry und der Ungarische Hornschwanz
- „Cho‘s Song“ – Harry
- „Granger Danger“ – Ron und Draco
- „To Dance Again“ – Voldemort, Quirrell und Todesser

Akt 2
- „Pigfarts“ – Draco
- „Missing You“ – Harry und Quirrell
- „Not Alone“ – Ginny, Harry, Ron und Hermine
- „Voldemort is Goin‘ Down“ – Ron, Hermine und Hogwartsschüler
- „Not Alone (Reprise) / Goin‘ Back to Hogwarts (Reprise)“ – alle

## Produktion und Aufführung
Während sie den vierten Harry-Potter-Band lasen, diskutierten Nick Lang und einige andere Studenten der University of Michigan die Möglichkeit, dass Draco Malfoy eigentlich in Hermine Granger verliebt sei, da er sie andauernd mobbe. Dies führte zum Schreiben des Songs „Granger Danger“ und schließlich zur Idee, ein ganzes Musical zu kreieren. Im Stück verwendet wurden unter anderem Darren Criss‘ Songs „Sami“ aus der Webserie Little White Lies und „Not Alone“.
Aufgeführt wurde das Musical vom 9. bis 11. April 2009 am Campus der University of Michigan. Kurz darauf lud die Gruppe es auf YouTube hoch, jedoch wurde es bald darauf wieder entfernt und neu bearbeitet, um es angemessener für jüngere Zuschauer zu machen. Ende Juni 2009 wurde es unter dem neuen Namen A Very Potter Musical erneut hochgeladen und erreichte mit Stand März 2018 ungefähr 100 Millionen Klicks. Im selben Jahr veröffentlichte die Gruppe den Soundtrack auf der StarKid-Website.